# ماهر حبيب راضي
ماهر حبيب راضي، لاعب كرة قدم عراقي معتزل وكان مركزه الدفاع، لعب مع نادي الشرطة العراقي وكذلك شارك مع منتخب بلاده في كأس آسيا 2000 التي أستضافتها لبنان، كما حصل على كأس أم المعارك سنة 2001م كأفضل لاعب في البطولة.